# Tournoi des Six Nations féminin 2009
Cet article traite de l'épreuve féminine. Pour la compétition masculine, voir Tournoi des Six Nations masculin 2009.
Pour un article plus général, voir Tournoi des Six Nations féminin.
Navigation
Tournoi féminin 2008 Tournoi féminin 2010
Le Tournoi des Six Nations féminin 2009 est une compétition de rugby à XV féminin qui se déroule du 6 février au 22 mars 2009.
L'équipe d'Angleterre est la favorite après avoir réussi les trois précédentes années le Grand Chelem.
La compétition se déroule comme chaque année avec cinq journées disputées en février et mars. Chacune des six nations participantes affronte toutes les autres, soit un total de quinze matchs disputés. Trois équipes ont l'avantage de jouer à domicile, mais cet avantage change à chaque édition. Si une équipe gagne ses cinq matchs, elle remporte le Grand Chelem en plus du titre de champion d'Europe.
L'équipe d'Angleterre remporte le Tournoi, après avoir été battue pour la première fois par l'équipe du pays de Galles. L'équipe d'Irlande bat pour la première fois l'équipe de France.
Les Galloises, qui ont battu les Anglaises (16-15), remportent pour la première fois de leur histoire la Triple Couronne après leur succès sur les Irlandaises à Cardiff (13-10),,.

## Le classement
| Classement | Nation         | Matches | Matches | Matches | Matches | Points | Points | Points | Nombre d'essais | Points de classement |
| Classement | Nation         | MJ      | V       | N       | D       | PP     | PC     | Diff.  | Nombre d'essais | Points de classement |
| ---------- | -------------- | ------- | ------- | ------- | ------- | ------ | ------ | ------ | --------------- | -------------------- |
| 1          | Angleterre     | 5       | 4       | 0       | 1       | 237    | 52     | +185   | 38              | 8                    |
| 2          | Pays de Galles | 5       | 4       | 0       | 1       | 94     | 69     | +25    | 13              | 8                    |
| 3          | Irlande        | 5       | 3       | 0       | 2       | 88     | 64     | +24    | 11              | 6                    |
| 4          | France         | 5       | 3       | 0       | 2       | 78     | 86     | -8     | 12              | 6                    |
| 5          | Écosse         | 5       | 1       | 0       | 4       | 38     | 161    | -123   | 5               | 2                    |
| 6          | Italie         | 5       | 0       | 0       | 5       | 57     | 160    | -103   | 7               | 0                    |

MJ = Matches joués, V = Victoires, N = Matches nuls, D = Défaites, PP = Points pour (total des points marqués en match), PC = Points contre (total des points encaissés), Diff = différence entre PP et PC
Contrairement à bien d'autres compétitions de rugby à XV, le Tournoi des six nations n'a pas adopté de système de points bonus. Les vainqueurs reçoivent deux points, un pour un match nul, aucun pour une défaite.

## Les matches
| Les équipes    |         |         | Drapeau : Irlande |         |         |         |
| -------------- | ------- | ------- | ----------------- | ------- | ------- | ------- |
| Angleterre     |         |         |                   | 52 - 7  | 72 - 3  | 69 - 13 |
| Pays de Galles | 16 - 15 |         | 13 - 10           |         |         |         |
| Irlande        | 13 - 29 |         |                   | 7 - 5   |         |         |
| France         |         | 27 - 5  |                   |         | 25 - 12 |         |
| Écosse         |         | 10 - 31 | 0 - 23            |         |         | 13-10   |
| Italie         |         | 7 - 29  | 17 - 35           | 10 - 14 |         |         |

Première journée
| Le 6 février | Irlande    | 7 - 5   | France         |
| Le 7 février | Angleterre | 69 - 13 | Italie         |
| Le 8 février | Écosse     | 10 - 31 | Pays de Galles |

Deuxième journée
| Le 14 février | Pays de Galles | 16 - 15 | Angleterre |
| Le 14 février | Italie         | 17 - 35 | Irlande    |
| Le 15 février | France         | 25 - 12 | Écosse     |

Troisième journée
| Le 27 février | Irlande | 13 - 29 | Angleterre     |
| Le 28 février | Écosse  | 13 - 10 | Italie         |
| Le 28 février | France  | 27 - 5  | Pays de Galles |

Quatrième journée
| Le 13 mars | Écosse     | 0 - 23 | Irlande        |
| Le 15 mars | Angleterre | 52 - 7 | France         |
| Le 15 mars | Italie     | 7 - 29 | Pays de Galles |

Cinquième journée
| Le 5 avril | Pays de Galles | 13 - 10 | Irlande |
| Le 7 avril | Angleterre     | 72 - 3  | Écosse  |
| Le 7 avril | Italie         | 10 - 14 | France  |

## Statistique

### Les meilleures marqueuses d'essais
| Rang | Joueuse            | Équipe         | Essais |
| ---- | ------------------ | -------------- | ------ |
| 1    | Fiona Pocock       | Angleterre     | 7      |
| -    | Emily Scarratt     | Angleterre     | 7      |
| 3    | Charlotte Barras   | Angleterre     | 5      |
| -    | Katherine Merchant | Angleterre     | 5      |
| 5    | Non Evans          | Pays de Galles | 4      |
| -    | Melissa Berry      | Pays de Galles | 4      |
| 6    | Catherine Spencer  | Angleterre     | 2      |

### Les meilleures réalisatrices
| Rang | Joueuse            | Équipe         | Points | Essais | Transf. | Pén. | Drops |
| ---- | ------------------ | -------------- | ------ | ------ | ------- | ---- | ----- |
| 1    | Non Evans          | Pays de Galles | 49     | 4      | 4       | 7    | 0     |
| 2    | Niamh Briggs       | Irlande        | 43     | 2      | 6       | 7    | 0     |
| -    | Katy McLean        | Angleterre     | 43     | 0      | 20      | 1    | 0     |
| 4    | Fiona Pocock       | Angleterre     | 35     | 7      | 0       | 0    | 0     |
| -    | Emily Scarratt     | Angleterre     | 35     | 7      | 0       | 0    | 0     |
| 6    | Charlotte Barras   | Angleterre     | 29     | 5      | 2       | 0    | 0     |
| 7    | Katherine Merchant | Angleterre     | 25     | 5      | 0       | 0    | 0     |
| 8    | Veronica Schiavon  | Italie         | 22     | 0      | 5       | 4    | 0     |
| 9    | Melissa Berry      | Pays de Galles | 20     | 4      | 0       | 0    | 0     |
| 10   | Catherine Spencer  | Angleterre     | 15     | 3      | 0       | 0    | 0     |
| 11   | Aurélie Bailon     | France         | 13     | 0      | 5       | 1    | 0     |

## Première Journée
| Équipes | Irlande — France                                                |
| Score   | 7-5                                                             |
| Date    | 6 février 2009                                                  |
| Stade   | Milltown House, Ashbourne                                       |
| Arbitre | David Jones                                                     |
| Irlande | 1 essai (Fiona Coghlan 73e) 1 transformation (Niamh Briggs 73e) |
| France  | 1 essai (Cathy Langenfeld 53e)                                  |

| Équipes    | Angleterre — Italie |
| Score      | 69-13 |
| Date       | 7 février 2009 |
| Stade      | Old Deer Park, Richmond upon Thames |
| Arbitre    | Michael Black |
| Angleterre | 11 essais (Fiona Pocock 3e; 35e; 40e, Catherine Spencer 11e, Amy Turner 18e, Victoria Massarella 23e, Emily Scarratt 27e; 66e, Charlotte Barras 50e, Amy Garnett 56e, Gemma Sharples 70e) 7 transformations (Katy McLean 3e, 11e, 23e, 27e, 40e, 66e, 70e) |
| Italie     | 1 essai (Silvia Peron 58e) 1 transformation (Veronica Schiavon 58e) 2 pénalités (Veronica Schiavon 5e, 48e) |

| Équipes        | Écosse — Pays de Galles |
| Score          | 10-31 |
| Date           | 8 février 2009 |
| Stade          | Old Deer Park, Richmond upon Thames |
| Arbitre        | Stefano Roscini |
| Écosse         | 1 essai (Lucy Millard 31e) 1 transformation (Sarah Gill 31e) 1 pénalité (Sarah Gill 22e)                                                        |
| Pays de Galles | 3 essais (Alison Wright 14e, Melissa Berry 27e, Non Evans 34e) 2 transformations (Non Evans 27e, 34e) 4 pénalités (Non Evans 3e, 24e, 41e, 76e) |

## Deuxième journée
| Équipes        | Pays de Galles - Angleterre                                                                                     |
| Score          | 16-15 |
| Date           | 14 février 2009                                                                                                 |
| Stade          | Cae Gwyn, Taff's Well                                                                                           |
| Arbitre        | Cammy Rudkin |
| Pays de Galles | 2 essais (Melissa Berry 26e, Aimee Young 54e) 2 pénalités (Non Evans 12e, 80e)                                  |
| Angleterre     | 2 essais (Fiona Pocock 15e, Emily Scarratt 33e) 1 transformation (Katy McLean 15e) 1 pénalité (Katy McLean 76e) |

| Équipes | Italie - Irlande |
| Score   | 17-35 |
| Date    | 14 février 2009 |
| Stade   | Stadio Maurizio Natali, Colleferro |
| Arbitre | Laurent Lavin |
| Italie  | 3 essais (Michela Este 31e, Elisa Cucchiella 44e, Paola Zangirolami 58e) 1 transformation (Veronica Schiavon 44e)                                                               |
| Irlande | 5 essais (Amy Davis 39e, Fiona Coghlan 54e, Tania Rosser 61e, Niamh Briggs 66e, Grace Davitt 76e) 2 transformations (Niamh Briggs 54e, 66e) 2 pénalités (Niamh Briggs 18e, 48e) |

| Équipes | France — Écosse |
| Score   | 25-12 |
| Date    | 15 février 2009 |
| Stade   | Stade Dominique Grimaldi, Arras |
| Arbitre | Stephen Lee |
| France  | 4 essais (Claire Canal 22e, Laetitia Estève 40e, Elodie Poublan 68e, Aurore Sobolak 76e) 1 transformation (Christelle Le Duff 40e) 1 pénalité (Christelle Le Duff 17e) |
| Écosse  | 2 essais (Lucy Millard 33e, Cara D'Silva 73e) 1 transformation (Sarah Gill 33e)                                                                                        |

## Troisième journée
| Équipes    | Irlande — Angleterre                                                                                               |
| Score      | 13-29 |
| Date       | 27 février 2009 |
| Stade      | Templeville Road, Templeogue, Dublin                                                                               |
| Arbitre    | Wayne Davies |
| Irlande    | 1 essai (Amy Davis) 1 transformation (Niamh Briggs) 2 pénalités (Niamh Briggs)                                     |
| Angleterre | 5 essais (Emily Scarratt, Francesca Matthews (2), Catherine Spencer, Fiona Pocock) 2 transformations (Katy McLean) |

| Équipes | Écosse — Italie                                                                                        |
| Score   | 13-10                                                                                                  |
| Date    | 28 février 2009                                                                                        |
| Stade   | Meggetland, Craiglockhart, Édimbourg                                                                   |
| Arbitre | John Carvill                                                                                           |
| Écosse  | 2 essais (Tanya Griffith 40e, 66e) 1 pénalité (Louise Dalgliesh 68e)                                   |
| Italie  | 1 essai (Licia Stefan 19e) 1 transformation (Veronica Schiavon 19e) 1 pénalité (Veronica Schiavon 58e) |

| Équipes        | France — Pays de Galles |
| Score          | 27-5 |
| Date           | 28 février 2009 |
| Stade          | Stade Sapiac, Montauban |
| Arbitre        | Mauro Dordolo |
| France         | 4 essais (Clotilde Flaugère 16e; 42e, Laetitia Salles 36e, Emilie Moreaux 79e) 2 transformations (Aurélie Bailon 16e, 36e) 1 pénalité (Aurélie Bailon 10e) |
| Pays de Galles | 1 essai (Non Evans 74e) |

## Quatrième journée
| Équipes | Écosse — Irlande |
| Score   | 0-23 |
| Date    | 13 mars 2009 |
| Stade   | Meggetland, Craiglockhart, Édimbourg |
| Arbitre | Brendan Fitzmaurice |
| Écosse  | |
| Irlande | 3 essais (Niamh Briggs ??, Tania Rosser 42e, Lynne Cantwell 69e) 1 transformation (Niamh Briggs 42e) 2 pénalités (Niamh Briggs 22e, 29e) |

| Équipes    | Angleterre - France |
| Score      | 52-7 |
| Date       | 15 mars 2009 |
| Stade      | Old Deer Park, Richmond upon Thames, Londres |
| Arbitre    | Stefano Traversi |
| Angleterre | 8 essais (Emily Scarratt 2e; 40e; 68e, Margaret Alphonsi 8e, Amy Turner 21e, Charlotte Barras 32e, Fiona Pocock 46e, Katherine Merchant 77e) 6 transformation (Katy McLean (4), Emily Scarratt (2)) |
| France     | 1 essai (Christelle Le Duff 72e) 1 transformation (Aurélie Bailon 72e) |

| Équipes        | Italie — Pays de Galles |
| Score          | 7-29 |
| Date           | 15 mars 2009 |
| Stade          | Stadio Comunale, Mira, Venise                                                                                                  |
| Arbitre        | James Matthew |
| Italie         | 1 essai (Michela Este 82e) 1 transformation (Veronica Schiavon 82e)                                                            |
| Pays de Galles | 5 essais (Naomi Thomas 18e, Mellissa Berry 40e; 69e, Non Evans 41e, Catrin Edwards 79e) 2 transformations (Non Evans 40e; 69e) |

## Cinquième journée
| Équipes        | Pays de Galles — Irlande                                                                        |
| Score          | 13-10                                                                                           |
| Date           | 21 mars 2009                                                                                    |
| Stade          | Cae Gwyn, Taff's Well, Rhondda Cynon Taff                                                       |
| Arbitre        | Clare Daniels                                                                                   |
| Pays de Galles | 2 essais (Jenny Davies 2, Non Evans 7e) 1 pénalité (Non Evans 60e)                              |
| Irlande        | 1 essai (Shannon Houston 48e) 1 transformation (Niamh Briggs 48e) 1 pénalité (Niamh Briggs 11e) |

| Équipes    | Angleterre - Écosse |
| Score      | 72-3 |
| Date       | 21 mars 2009 |
| Stade      | Old Deer Park, Richmond upon Thames, London |
| Arbitre    | Patrick Pechambert |
| Angleterre | 12 essais (Katherine Merchant (4), Charlotte Barras (3), Fiona Pocock, Catherine Spencer 68e, Sarah Beale (2), Sarah Hunter) 6 transformations (Katy McLean) |
| Écosse     | 1 pénalité (Sarah Gill) |

| Équipes | Italie - France                                                                                                  |
| Score   | 10-14 |
| Date    | 21 mars 2009 |
| Stade   | Stadio Primo Nebiolo, Turin                                                                                      |
| Arbitre | Colin Kirkhouse                                                                                                  |
| Italie  | 1 essai (Maria Diletta Veronese 14e) 1 transformation (Veronica Schiavon 14e) 1 pénalité (Veronica Schiavon 35e) |
| France  | 2 essais (Amandine Vaupre 28e, Hayate Chrouki 74e) 2 transformation (Aurélie Bailon 28e, 74e)                    |